# Witalij Suszczański
Witalij Suszczański (ukr. Віталій Сущанський, ur. 14 listopada 1946 w Chodorkowie, zm. 29 października 2016) – ukraiński matematyk, profesor, doktor habilitowany, specjalista w dziedzinie algebry.

## Życiorys
W 1969 roku ukończył studia na Uniwersytecie Kijowskim, gdzie w 1972 obronił doktorat. W 1991 otrzymał stopień doktora habilitowanego na Uniwersytecie Leningradzkim. W 1994 otrzymał tytuł profesora. Specjalizował się w geometrycznej teorii grup, grupach permutacji, teorii automatów, teorii dyskretnych przestrzeni metrycznych, teorii algebr relacyjnych i odpowiedniości Galois.
Z Politechniką Śląską związany od roku 1996 kiedy to rozpoczął pracę w Instytucie Matematyki na Wydziale Matematyczno-Fizycznym (obecny Wydział Matematyki Stosowanej). W latach 2000–2013 pełnił rolę kierownika Zakładu Matematyki Dyskretnej i Informatyki, a w latach 2013–2016 kierownika Zakładu Algebry.
Był współredaktorem naczelnym czasopisma „Algebra and Discrete Mathematics” oraz członkiem komitetów redakcyjnych czasopisma „Matematyczni Studii” i „V sviti matematyki”.
Był członkiem Kijowskiego Towarzystwa Matematycznego i Polskiego Towarzystwa Matematycznego.